# Banzenweiler (Frankenhardt)
Banzenweiler ist ein Weiler im Ortsteil Gründelhardt der Gemeinde Frankenhardt im Landkreis Schwäbisch Hall im Nordosten Baden-Württembergs.

## Geographische Lage
Banzenweiler liegt auf etwa 433 m ü. NHN in der Seitentalmulde des nach ostnordöstlichen Lauf weniger als 2 km weiter abwärts in die mittlere Speltach mündenden Betzenbachs an der Stelle, wo dessen beide Oberläufe Haselbach von Westen und Taubbach von Südwesten her zusammenfließen. Die Mulde ist gegenüber kleinen, von der Corbula-Schicht des Gipskeupers (Grabfeld-Formation) gebildeten und ackerbaulich genutzten Hochflächen im Westen, Norden und Südosten eingetieft, die recht einheitlich eine Höhe von rund 450 m ü. NHN erreichen. Der Anstieg der Talmulde nach Norden zum Kirchberg ist niedrig, aber recht steil, hier liegen am Hang verbuschende Flächen, mit einer nordwestlich des Orts als Naturdenkmal ausgewiesenen alten Hutungsfläche. An der rechten Talseite im Süden erhebt sich das Terrain zunächst langsamer, steigt dann aber zur bewaldeten Nonnenkappel etwa einen Kilometer im Westsüdwesten auf, die sich mit 502,5 m ü. NHN bis hoch in den Kieselsandstein (Hassberge-Formation) erstreckt.

## Beschreibung
Der landwirtschaftlich geprägte Ort hat etwa 15 Hausnummern, hinzu kommen zahlreiche bäuerliche Nebengebäude.
Das älteste erhaltene Gebäude stammt aus dem Jahre 1702 und hat heute die Hausnummer 5. Es besitzt einen historischen Gewölbekeller. Auf dem Anwesen steht ein Backhaus aus dem Jahre 1730, das von der Dorfgemeinschaft genutzt wird. In einem zugehörigen landwirtschaftlichen Nebengebäude aus dem Jahr 1710 ist eine Dreschmaschine aus dem Jahr 1860 ortsfest eingebaut.

## Geschichte
Zu Anfang des 16. Jahrhunderts besaßen die Vellberger, die in Gründelhardt das Patronatsrecht ausübten, einen See und Güter bei Banzenweiler. Nach dem Aussterben des Geschlechts 1592 teilten sich bald Brandenburg und Hall den Ort. Unter dem Dreißigjährigen Krieg litten Banzenweiler wie die Nachbarorte, so waren vom 20. bis 28. März 1636 im Ort kaiserliche Truppen einquartiert. Nach der napoleonischen Neuordnung fiel Banzenweiler mit Gründelhardt letztlich 1810 an das Königreich Württemberg. Kirchlich gehörte Banzenweiler immer zu Gründelhardt. Im Jahre 1884 hatte es 14 Häuser und 93 Einwohner. Als Ort der bis dahin selbständigen Gemeinde Gründelhardt wurde es am 1. Januar 1974 Teil der durch Fusion mit der Nachbargemeinde Honhardt gebildeten neuen Gemeinde Frankenhardt.

## Verkehr
Die Kreisstraße K 2639 durchzieht Banzenweiler von Gründelhardt im Süden nach Oberspeltach im Norden. Diese wird hier gekreuzt von einer niederrangigen Straße, die von Waldbuch im Westen herführt und ostwärts über die Betzenmühle weiterläuft zur L 1066 von Gründelhardt in Richtung Crailsheim. Über diese beiden Nebenstrecken und folgende Straßen sind auch die nächsten Autobahnauffahrten an der A 6 erreichbar, die von Crailsheim nach etwa 16 km und die von Ilshofen/Wolpertshausen nach etwa 18 km Fahrt. Etwas näher liegen jeweils die Bahnhöfe am Bahnknotenpunkt Crailsheim und in Ilshofen-Eckartshausen an der Bahnstrecke Crailsheim–Heilbronn.

## Wander- und Radweg
Banzenweiler liegt am Main-Donau-Bodensee-Weg, dem Hauptwanderweg 4 (HW 4) des Schwäbischen Albvereins, der vom Burgberg her durch Oberspeltach auf der Kreisstraße über den Kirchberg in den Ort führt und danach durch den Wald auf der Nonnenkappel und Gründelhardt weiter in Richtung Hohenberg. Ein Radweg von Oberspeltach nach Gründelhardt durch den Ort verläuft auf ganzer Länge auf der wenig befahrenen K 2639.